# Peter Lutz (Boxer)
Peter Lutz (* 20. Dezember 1947; † 2016) war ein deutscher Boxer.

## Leben
Als Amateur war Lutz Boxer des SV Polizei Hamburg und des SV Lurup.
Lutz gab im Mai 1977 auf einer in Hamburg-Altona ausgetragenen Kampfveranstaltung seinen Einstand als Berufsboxer und setzte sich gegen Hans-Joachim Trautwein durch. Er gewann bis August 1977 vier Kämpfe in Folge. Im September 1977 verlor er gegen Mate Samos. Lutz, der von Ivar Buterfas als Manager betreut wurde, wurde im Dezember 1977 in Kiel deutscher Meister im Leichtgewicht. Der als technisch guter Boxer beschriebene Lutz bezwang Klaus Jacoby durch K. o. in der dritten Runde. Der Kampf war zugleich sein letzter als Berufsboxer.